# توم بيكر (كاتب)
توم بيكر (بالإنجليزية: Tom Becker)‏ هو كاتب وكاتب للأطفال بريطاني، ولد في 19 يناير 1981.